# Belgisches Olympisches und Interföderales Komitee
Das Belgische Olympische und Interföderale Komitee (Abkürzung: BOIK, franz.: Comité olympique et interfédéral belge, ndl.: Belgisch Olympisch en Interfederaal Comité) ist das Nationale Olympische Komitee Belgiens. Es wurde 1906 gegründet, Sitz der Organisation ist Brüssel.

## Organisation
Einige Sportarten werden im BOIK durch bis zu vier verschiedene, teils regional organisierte Mitgliedsverbände (etwa der Deutschsprachigen, Französischen und Flämischen Gemeinschaften sowie auf föderaler Ebene) vertreten, so zum Beispiel der Skisport durch die Federation Francophone Belge de Ski, den Ostbelgischen Ski- und Wintersportverband, die Vlaamse Ski en Snowboard Federatie sowie durch den Königlichen Belgischen Skiverband. Andere Sportarten sind durch einen einzigen gesamtbelgischen Verband vertreten, etwa der Fußball durch den Königlichen Belgischen Fußballverband.
Jacques Rogge war 1989 bis 1992 Präsident des Belgischen Olympischen und Interföderalen Komitees.